# برنارد بوون
برنارد بوون (بالفرنسية: Bernard Boone) هو لاعب هوكي الحقل فرنسي، ولد في 23 سبتمبر 1919.

## وصلات خارجية
- برنارد بوون على موقع أوليمبيديا (الإنجليزية)